# 博伊尔斯顿站
博伊尔斯顿站（英語：Boylston station）是波士顿轻轨绿线车站。车站位于波士顿公园东南角，博伊尔斯顿街与特里蒙特街交汇路口。博伊尔斯顿站于公园街站同时开放，是北美最早开放的地铁站。尽管车站已经运行了一百多年，但仍旧保持着它最初的模样，与波士顿地铁系统其他车站外观差别很大。
博伊尔斯顿站出口附近是巴士快速交通系统银线车站，曾有提议为银线挖掘专用隧道，在此站地下停靠，但由于资金问题提议被搁置。
车站不是无障碍车站，但是附近的绿线和红线公园街站、橙线唐人街站和绿线阿灵顿站均为无障碍车站。

## 地点

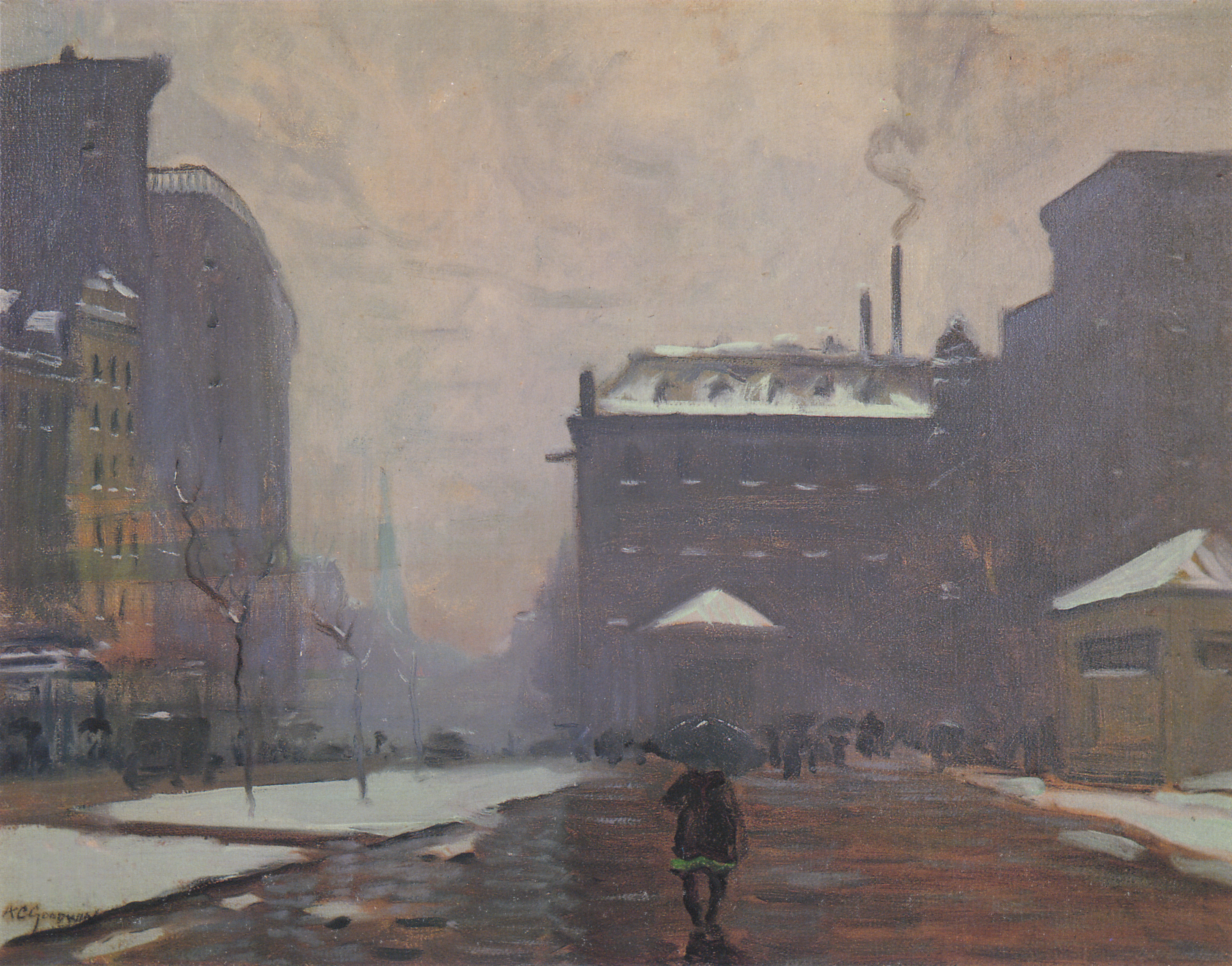
画家亚瑟·古德温画作波士顿特里蒙特街和博伊尔斯顿街 (1915)

博伊尔斯顿站位于波士顿市中心南部博伊尔斯顿街与特里蒙特街路口，后湾社区的东边。车站附近有很多波士顿地标建筑和旅游景点。车站西北方向是波士顿公园，西南方向为爱默生学院，车站正东方为波士顿唐人街，一个街区远的路口是地铁橙线唐人街站，该车站曾经也被命名为博伊尔斯顿站。

## 历史

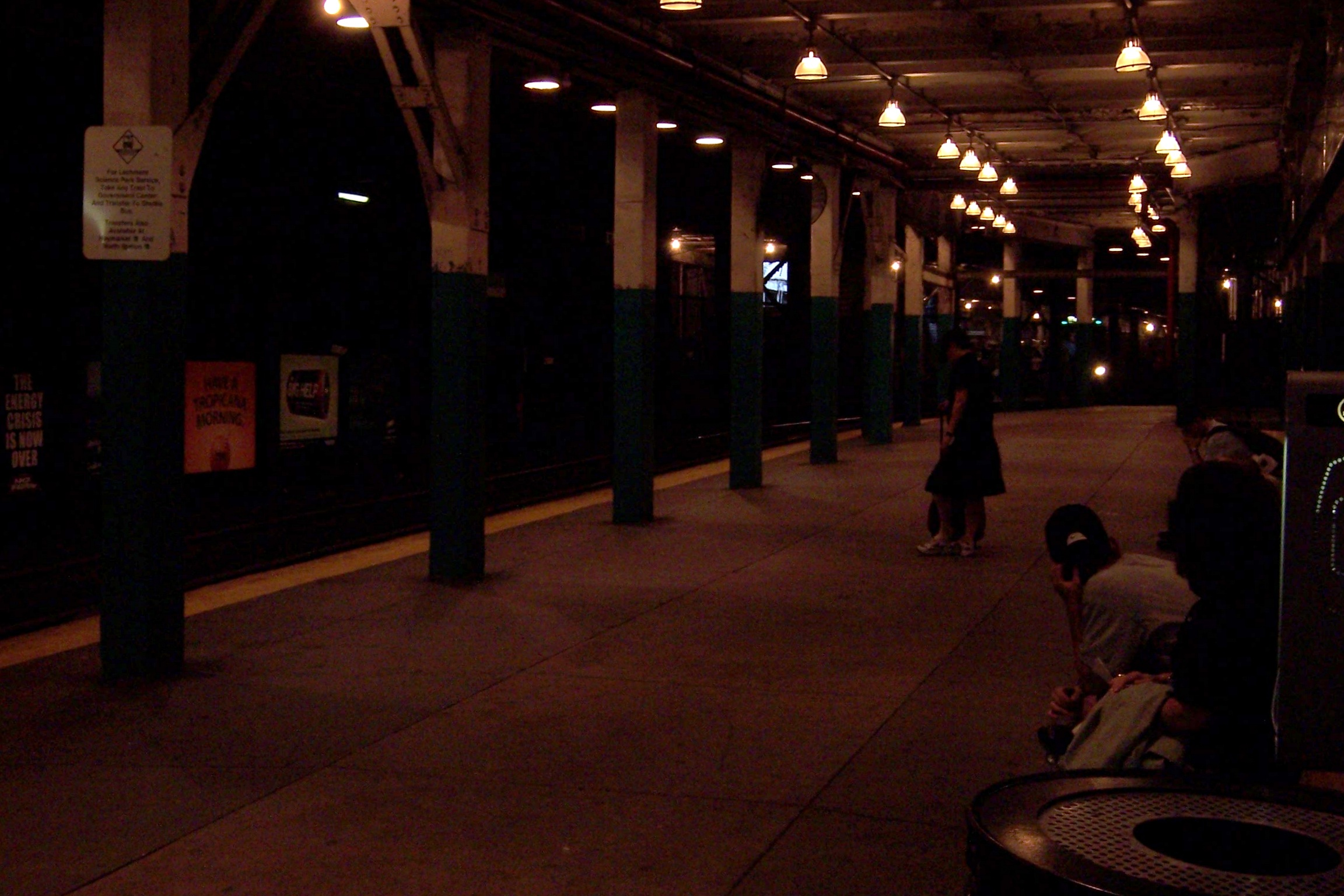
直到2006年，车站内的照明条件一直很差

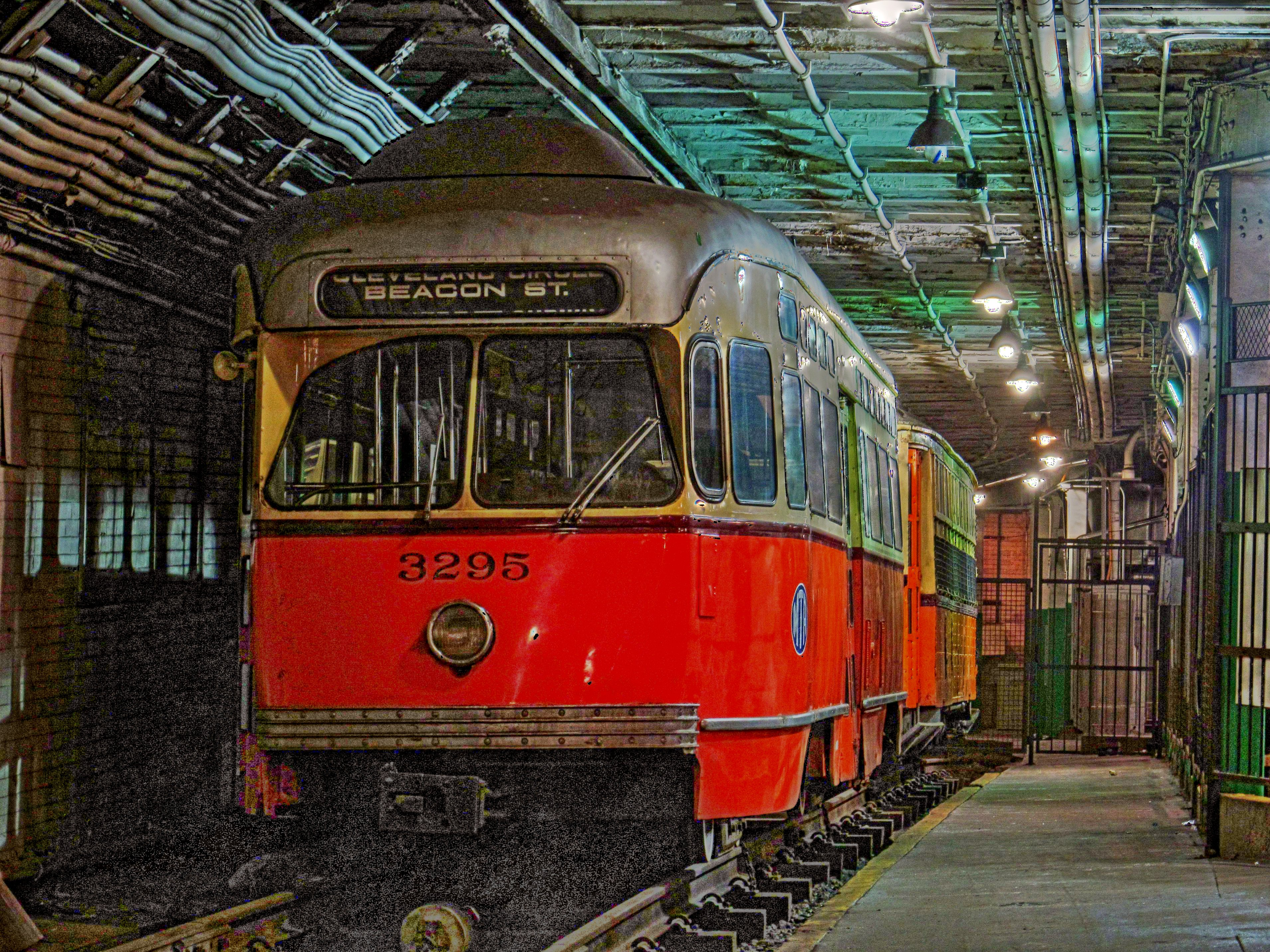
复原的波士顿架高铁路#3295 PCC有轨电车

博伊尔斯顿站和公园街站是最早修建的两座地铁站。地铁于1895年至1897年之间施工，并如今的博伊尔斯顿站上破土动工。1897年车站正式开放，成为美国第一个地铁站。这两个最古老的地铁站中，博伊尔斯顿站对车站外观的保存更为完好，在一个多世纪的使用中，车站的设施并没有多大变化。1964年，博伊尔斯顿站与特里蒙特街地铁隧道一起被归为美國國家歷史名勝。
博伊尔斯顿站和公园街站的出入口均由埃德蒙·怀特赖特设计，为石头材质的矩形房屋，与周围环境并不搭，被批评为“像陵墓一样”或“纪念碑”。而后来建造的波士顿地铁蓝线和波士顿地铁橙线入口的批评要轻得多。
历史悠久的波士顿有轨电车（PCC＃3295和Type 5＃5734）有时会在车站展出。这两节列车仍然可以运行，即便线路上其他车辆都换成新车，仍保留他们在线路上运行了一段时间，以供铁路粉丝们瞻仰。这两辆车分别于1990年和1998年从营运线路上退役。退役的有轨电车停在车站靠外侧的轨道上，这些轨道向南方向延伸，通向普莱森特街隧道入口。博伊尔斯顿站曾经经过如今的艾略特诺顿公园处穿出地面，道与地面铁轨相连接。有轨电车线路与1962年停运，大部分线路之后被公交车取代，隧道入口废弃后，在原地建起了公园。
2006年夏天，马萨诸塞湾交通局为博伊尔斯顿站安装了更明亮的灯光，站内不再昏暗。除此以外，车站还增添了电子售票机和检票口。
马萨诸塞湾交通局提议将隧道入口重新利用，在博伊尔斯顿站建设银线地下车站。截至2010年，由于缺乏资金和周围社区的强烈反对，所有提议都被无限期推迟。

### 事故
1897年3月4日，车站正式启用的几个月之前，特里蒙特街和博伊尔斯顿路口发生了一起瓦斯爆炸事故。照明天然气从地下管道溢出后，进入车站天花板和街道之间的空隙，最终被一辆马拉有轨电车引起的火花点燃。目击者称突然燃起的火球将有轨电车瞬间吞没，事故造成6人死亡，至少60重伤。由于爆炸产生的力向上释放，车站并没有遭到严重破坏。
1906年6月6日，博伊尔斯顿站再次发生爆炸。火灾由电气短路引起，试图喷水灭火的消防员遭到了电击。火势最终自行熄灭，但是有三人受伤。
2008年11月15日，两条绿线列车在博伊尔斯顿站的北行站台相撞。虽然列车本身并没有明显损坏，但有几名乘客抱怨颈部和背部疼痛并被送往医院。几小时后，阿灵顿站和政府中心站之间的绿线恢复运行。
2012年11月29日，两辆有轨电车在博伊尔斯顿站相撞，撞击时车速较慢，造成数十名乘客受伤,事故由电车司机疲劳驾驶所造成。

## 车站结构
| G          | 街面               | 出入口                                                |
| G          | 出城               | 往达德利广场（塔夫茨医疗中心）                        |
| B 绿线站台 | 未使用股道         | 非常规服务，于1962年4月关闭，用于停放退役车辆作为展览 |
| B 绿线站台 | 島式月台，右侧开门 |                                                       |
| B 绿线站台 | 出城               | 往波士顿学院、克利夫兰环岛、河滨或希思街 （阿灵顿）   |
| B 绿线站台 | 入城               | 往莱希米尔、波士顿北站、政府中心或公园街（公园街）    |
| B 绿线站台 | 島式月台，右侧开门 |                                                       |
| B 绿线站台 | 未使用股道         | 非常规服务，于1962年4月关闭                           |

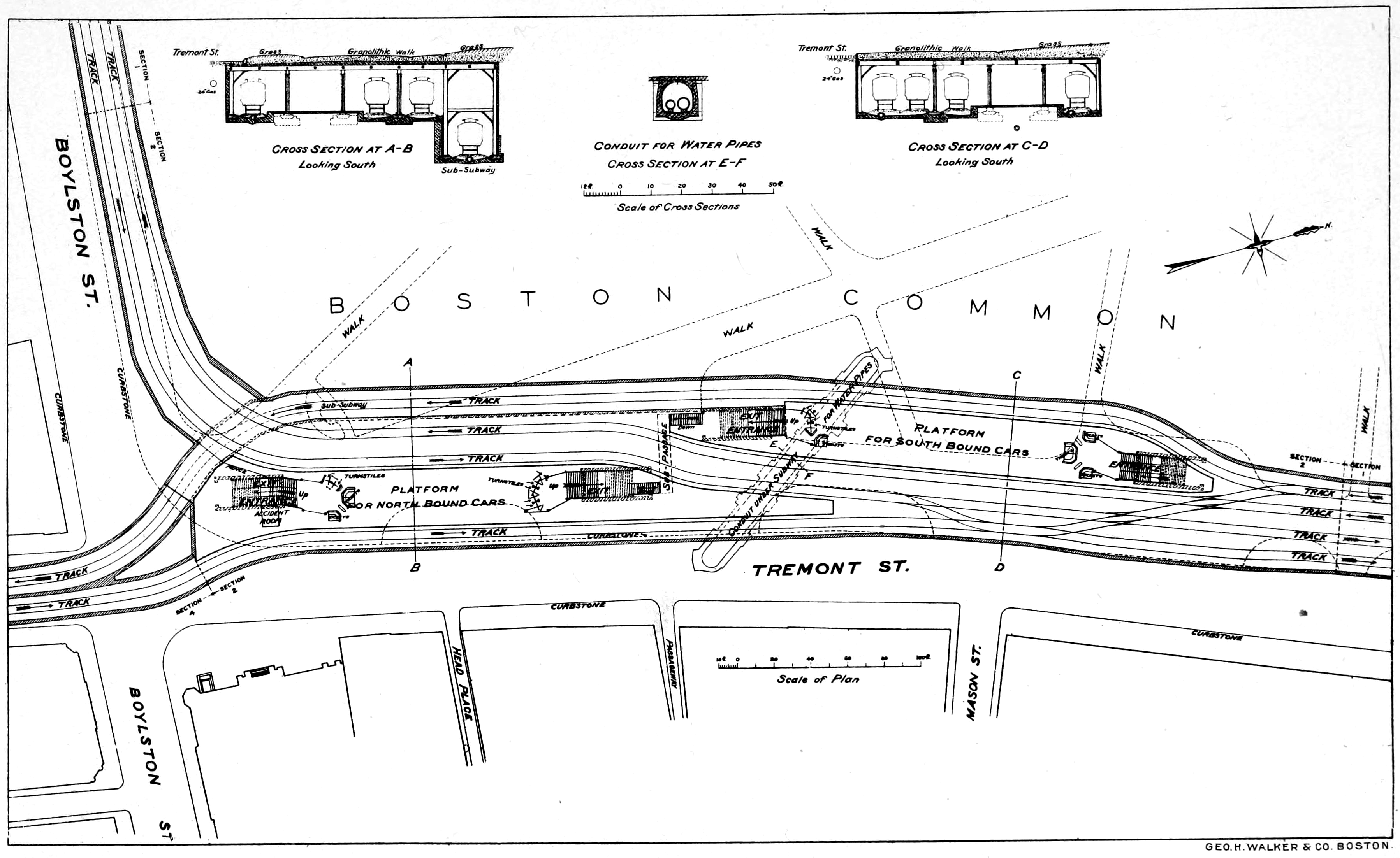
1898年博伊尔斯顿站规划图。 左上角的急转弯通往阿灵顿站。

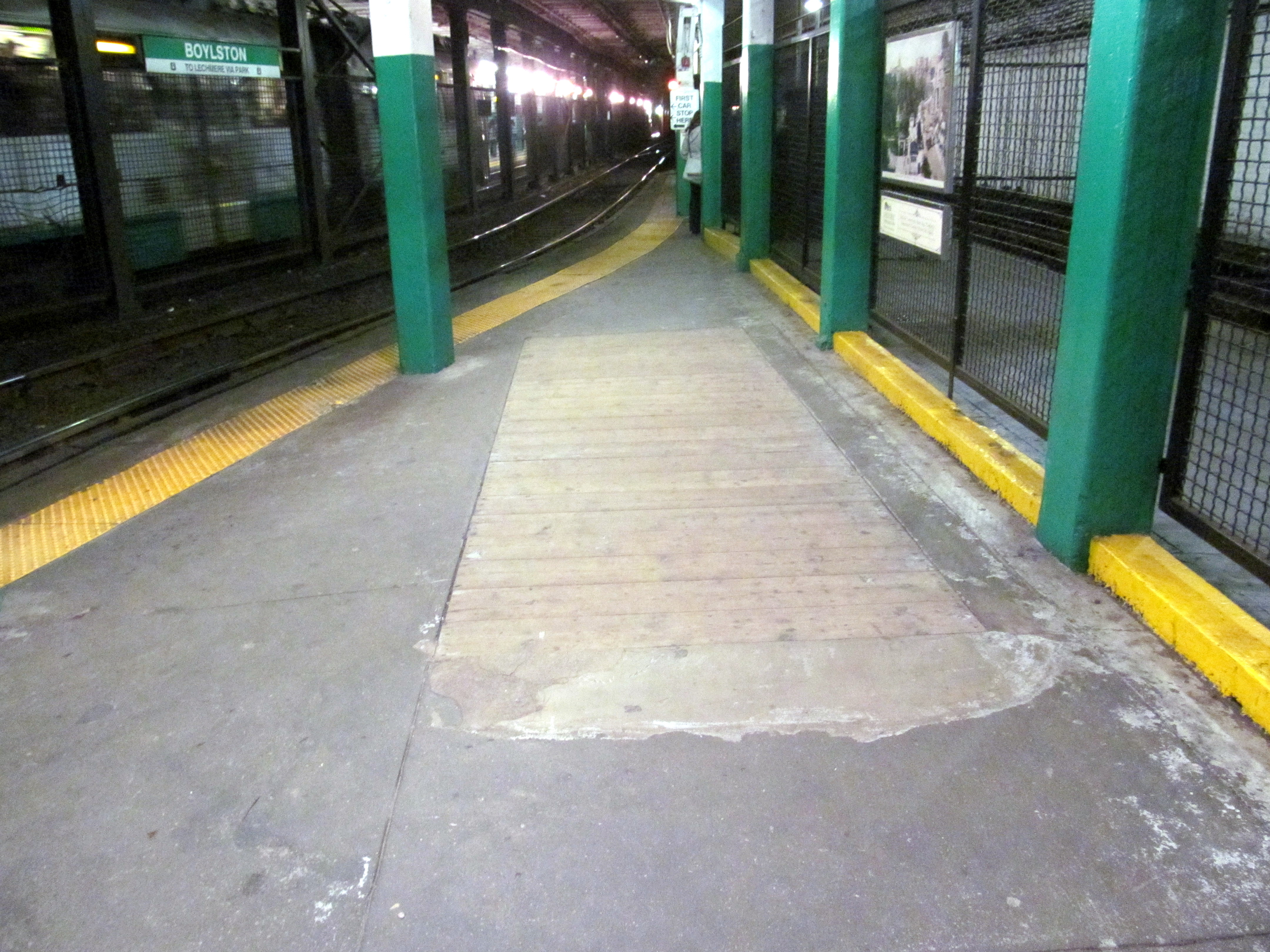
曾经用来连接站台的通道如今被木板封住。

博伊尔斯顿站最初有两个岛式站台，四个轨道（见图），轨道布局从建成起就不再变化。展望台外侧的轨道起初通往普莱森特街隧道入口，由于该线路停运，现在被围起来用于停放退役的古董列车作展览。 陈列在此的两辆复古列车分别为波士顿架高铁路列车和马萨诸塞湾交通局前身的MTA运营时的列车。列车旁有标志牌，详细解释了博伊尔斯顿站及列车的历史。另一个外侧轨道上通常停放着旧的工作列车。
车站内的两个站台间在几十年前是连通在一起的，出于安全考虑，通道被封闭，乘客不再能在此站免费换乘对侧向列车。在此站乘坐列车的乘客需要注意出城和入城方向站台分别在两个不同入口。但是车站前后两站（公园街站和阿灵顿站）都可以自由换乘对向列车。

### 轨道噪声
车站南边的轨道向西急转弯，轨道最小曲线半径致使车轮和轨道间产生尖锐的噪声。这些尖锐的噪声即便在车站入口附近的街面上依旧清晰可见。马萨诸塞湾交通局在购买新列车时，需要考虑列车在这种急转弯下不会脫軌。 
2017年，绿线在现有的13个润滑装置上又增加了6个全新的润滑装置。当列车通过它们时，将油脂泵喷到火车车轮和铁轨上。护人员还在新的列车上改装法兰杆润滑器，将石墨刮到车轮侧面，不影响制动。